# Caprimulgus concretus
Caprimulgus concretus е вид птица от семейство Caprimulgidae. Видът е световно застрашен, със статут Уязвим.

## Разпространение
Видът е разпространен в Бруней, Индонезия и Малайзия.